# Mykyta Nesterenko
Pour les articles homonymes, voir Nesterenko.
Mykyta Nesterenko (en ukrainien Микита Нестеренко, né le 15 avril 1991 à Dnipropetrovsk) est un athlète ukrainien, spécialiste du lancer du disque et du lancer du poids.
Son meilleur lancer avec un disque de 2 kg est de 65,31 m (juin 2008 à Tallinn), un record d'Europe junior. Avec le disque junior de 1,75 kg, il réalise un record de 70,13 m, obtenu à Halle-sur-Saale en mai 2008, record du monde junior. Début 2009, il lança le poids à 18,97 m, ce qui est exceptionnel à son âge.
Il obtient médailles et placements aux Championnats du monde d'athlétisme jeunesse 2007, aux Championnats du monde junior d'athlétisme 2008, aux Championnats d'Europe junior d'athlétisme 2009 et à la Coupe d'Europe hivernale des lancers 2011.
À l'Universiade de Shenzhen en 2011, il termine 4e avec un lancer à 62,60 m. Il termine 3e de la Coupe d'Europe hivernale des lancers 2016 à Arad.

## Palmarès
| Date | Compétition                                  | Lieu      | Résultat | Épreuve | Marque  |
| ---- | -------------------------------------------- | --------- | -------- | ------- | ------- |
| 2007 | Championnats du monde jeunesse               | Ostrava   | 1er      | Disque  | 68,54 m |
| 2007 | Festival olympique de la jeunesse européenne | Belgrade  | 1er      | Disque  | 72,31 m |
| 2008 | Championnats du monde juniors                | Bydgoszcz | 3e       | Disque  | 61,01 m |
| 2009 | Championnats d'Europe juniors                | Novi Sad  | 2e       | Poids   | 20,22 m |
| 2009 | Championnats d'Europe juniors                | Novi Sad  | 1er      | Disque  | 65,73 m |
| 2011 | Coupe d'Europe hivernale des lancers espoirs | Sofia     | 1er      | Disque  | 59,71 m |
| 2011 | Championnats d'Europe espoirs                | Ostrava   | 2e       | Disque  | 59,67 m |
| 2016 | Coupe d'Europe hivernale des lancers         | Arad      | 3e       | Disque  | 62,01 m |
| 2018 | Championnats d'Europe                        | Berlin    | 12e      | Disque  | 57,66 m |
| 2019 | Championnats d'Europe par équipes            | Bydgoszcz | 6e       | Disque  | 58,53 m |
| 2019 | Championnats des Balkans                     | Pravetz   | 3e       | Disque  | 59,32 m |